# پارادوکس زمان

نمودار پارادوکس پدربزرگ که با توپ بیلیارد نشان داده شده است. بالا: مسیر اصلی توپ بیلیارد. وسط: توپ بیلیارد از آینده بیرون می‌آید و به گذشته خود ضربه‌ای وارد می‌کند که مانع از ورود توپ گذشته به ماشین زمان می‌شود. پایین: توپ بیلیارد هرگز وارد ماشین زمان نمی‌شود و این پارادوکس را به وجود می‌آورد و این موضوع را زیر سوال می‌برد که چگونه خود قدیمی‌ترش می‌تواند از ماشین زمان بیرون بیاید و مسیر خود را منحرف کند.

پارادوکس زمانی، پارادوکس زمان یا پارادوکس سفر زمانی، یک تضاد آشکار یا منطقی می‌باشند که با ایده سفر در زمان گره خورده‌اند. در فیزیک، پارادوکسهای زمانی در دو گروه قرار می‌گیرند: ۱) پارادوکسهای سازگاری که به عنوان نمونه می‌توان به پارادوکس پدربزرگ اشاره کرد و ۲) حلقه‌های علّی. پارادوکسهای دیگر مرتبط با سفر در زمان، شکلهای متنوعی ازپارادوکس فرمی و پارادوکسهای اراده آزاد هستند که ناشی از حلقه‌های علّی مانند پارادوکس نیوکام می‌باشند.

## حلقه علّی
حلقه علّی یک پارادوکس در بحث مسافرت‌های زمانی است که طی آن یک رویداد در آینده موجب علت رویدادی در گذشته می‌شود، که در ادامه خود دلیل رویداد آینده است. هر دو رویداد در فضازمان وجود دارند، اما منشأ آنها قابل تعیین نیست. یک حلقه علّی ممکن است شامل یک رویداد، یک شخص، یک شی یا اطلاعات باشد.
پارادوکس رهام خنگه و هانی رئیسه

پارادوکس سازگاری یا پارادوکس رهام وقتی اتفاق می‌افتد که گذشته به هر طریقی تغییر می‌یابد، که این تغییر خود سرآغاز ایجاد یک تضاد است. اگر کسی در زمان به عقب برگردد و رهام خود را در زمانی که او یک کودک است، بکشد، باعث می‌شود که پدر و مادر مسافر زمان، و خود فرد مسافر زمان اصلاً به دنیا نیایند. در نتیجه اگر مسافر زمان به دنیا نیاید، دیگر فرد مورد نظر وجود نخواهد داشت که به گذشته برگردد و رهام خود را بکشد؛ بنابراین، رهام مورد نظر زنده می‌ماند و در آینده خواهد توانست فرزندان خود (یعنی پدر و مادر فرد مسافر زمان)، و نوه خود (یعنی مسافر زمان) را ببیند. این موضوع به نحوی است که نمی‌توان آن را پیش‌بینی کرد. هر زمان که تغییر گذشته امکان‌پذیر باشد، پارادوکسهای سازگاری از این دست رخ می‌دهند. یک راه حل ممکن برای این پارادوکس به این نحو است که فرد مسافر زمان می‌تواند هر چیزی که قبلاً اتفاق افتاده را انجام دهد، اما نمی‌تواند چیزی که رخ نداده را انجام دهد. به زبان دیگر، انجام عملی که قبلاً رخ نداده، موجب تناقض می‌شود (رهام او کشته نشده و کشتن او باعث تناقض می‌شود).

## پارادوکس فرمی
پارادوکس فرمی را می‌توان برای مسافرت‌های زمانی تطبیق داد و این عبارت را بیان کرد: «اگر سفر زمانی امکان پذیر بود، همه بازدید کنندگان از آینده کجا هستند؟» پاسخ‌ها متفاوت است، از زمان امکان‌پذیر نبودن مسافرت، تا جایی که بازدیدکنندگان از آینده نتوانند به هیچ نقطه دلخواه در گذشته برسند یا اینکه خود را مبدل کنند تا از تشخیص خودداری  کنند.

## پارادوکس نیوکام
پارادوکس نیوکام یک آزمایش فکری است که تضاد آشکاری را میان اصل مطلوبیت انتظاری و اصل استراتژی غلبه نشان می‌دهد. این آزمایش فکری غالباً برای بررسی علیت و اراده آزاد با امکان وجود یک «پیش‌بینی کننده دقیق» می‌باشد. اگر یک فرد دارای توانایی پیش‌بینی دقیق آینده وجود داشته باشد، به عنوان مثال یک مسافر از زمان آینده، در این صورت به نظر می‌رسد پیش‌بینی دقیق آینده متناقض با اراده آزاد است. زیرا تصمیماتی که ظاهراً با اراده آزاد اتخاذ می‌شود، در واقع چیزی است که گویی از قبل تعیین شده‌است.